# Russell Short
Russell Short, OAM (nascido em 7 de maio de 1969) é um atleta paralímpico australiano. É legalmente cego. Já competiu em oito edições dos Jogos Paralímpicos, de 1988 a 2016, e conquistou seis medalhas de ouro, duas de prata e quatro de bronze na carreira paralímpica. O atleta, que é natural de  Poowong, do estado da Vitória, é especialista nos lançamentos de disco, de dardo e no arremesso de peso.

## Sobre o atleta
Russell Luke Short nasceu no dia 7 de maio de 1969, na cidade vitoriana de Poowong. Short tem dois por cento de visão periférica devido à degeneração macular, que começou a afetá-lo aos quatro anos e meio; seu irmão também tem o mesmo tipo de deficiência. Estudou na escola secundária Korumburra. Praticou vários esportes durante os estudos, incluindo natação, mergulho e basquete, mas já não podia mais participar nestes esportes por consequência da perda gradual da visão. Começou no lançamento de disco e no arremesso de peso, pois descobriu que gostava de arremessar as coisas.
Em 1993, atravessou o estreito de Torres da  península do cabo York à Nova Guiné como integrante de uma equipe de quatro pessoas, e também caminhou pela trilha Kokoda com eles. Essas experiências foram relatadas no documentário de 1995, The Blind Leading The Blind, e no livro de 2004, Blind leading the blind: a journey of vision across the Torres Strait and Kokoda track.
Short vive no subúrbio de Glen Huntly, em Melbourne, com sua esposa, Christine, que também é legalmente cega, e dois filhos, Jim e Will. Atualmente, trabalha como massagista terapeuta.

## Carreira

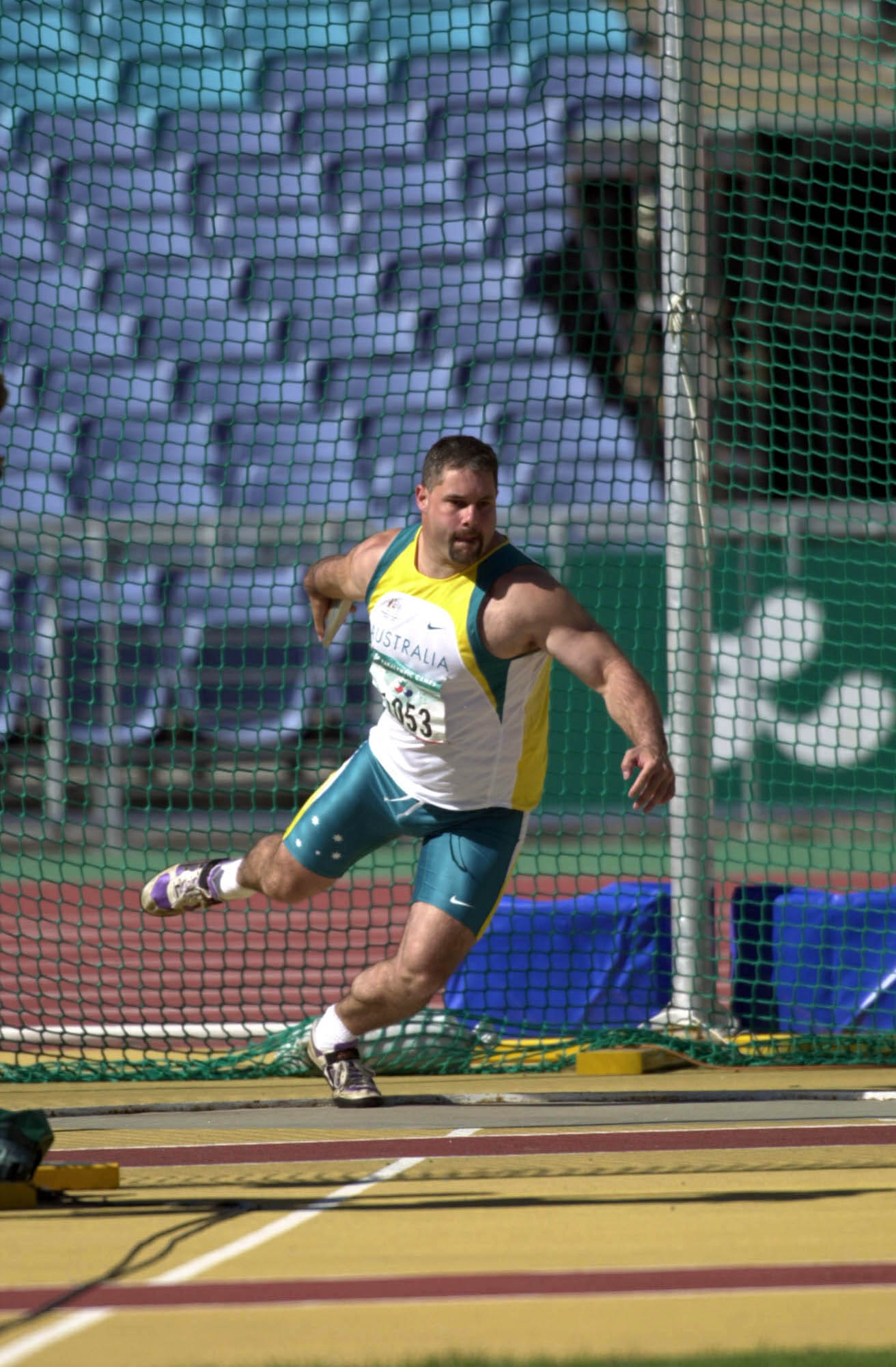
Short arremessando o disco durante a competição da categoria F12 nos Jogos Paralímpicos de Verão de 2000. Short conquistou a medalha de ouro nesta prova.

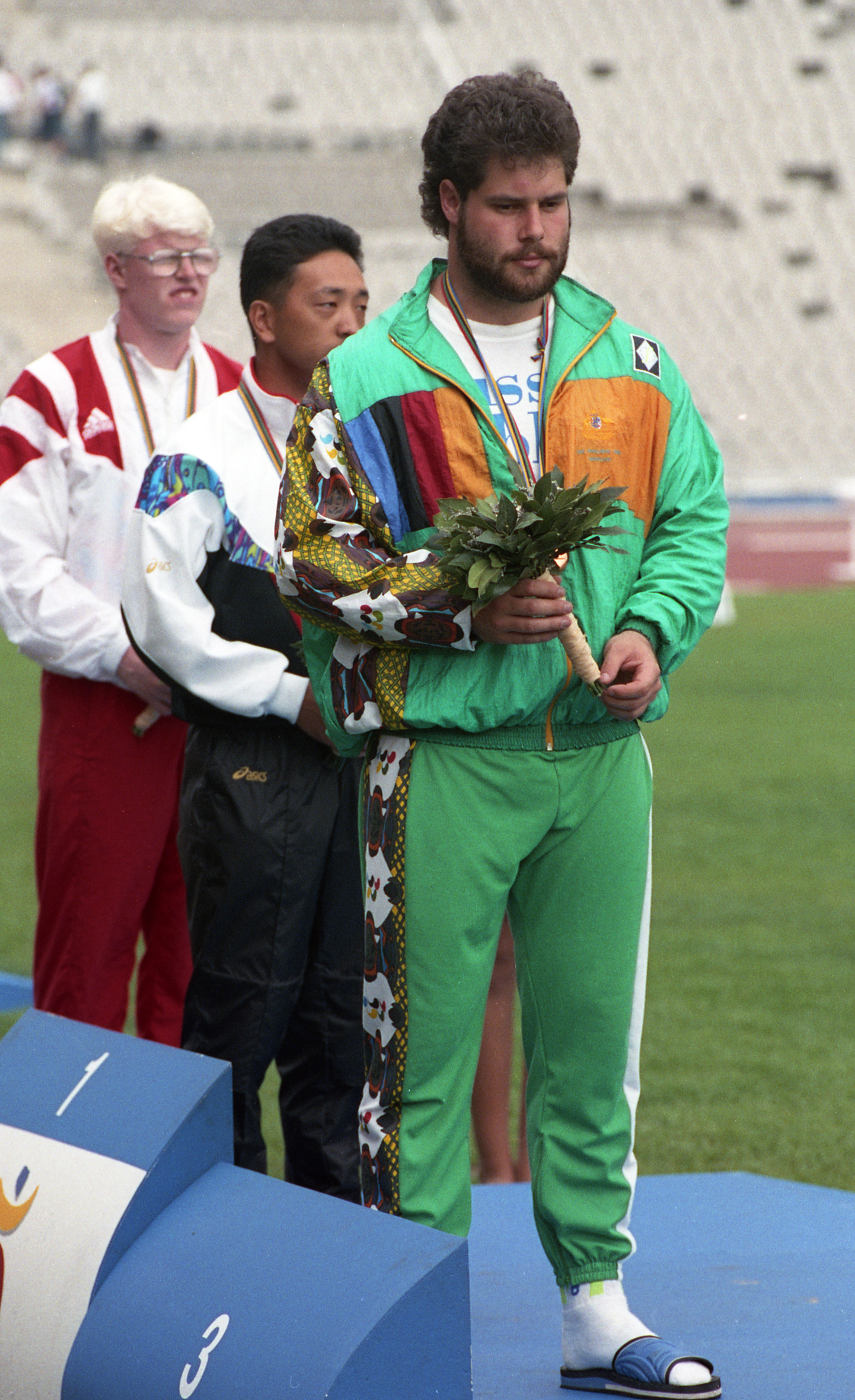
Short no pódio dos Jogos Paralímpicos de Barcelona, em 1992.

Começou sua carreira competitiva em 1982. Sua primeira participação paralímpica veio em Seul 1988, onde conquistou duas medalhas de ouro nas provas masculinas dos lançamentos de disco e de dardo das categorias B3, e obteve uma medalha de bronze no arremesso de peso – B3.
Entretanto, em 1988, se tornou a primeira pessoa com deficiência a receber uma bolsa de estudo do Instituto Australiano de Esporte (AIS). Em 1990, ao ser treinado pelo treinador da AIS Throws, Merv Kemp, Short quebrou por duas vezes o recorde mundial do lançamento de disco – B2. Disputou o Campeonato Mundial de 1990 e os Jogos para Deficientes, em Assen, nos Países Baixos, conquistando medalhas de ouro nas provas masculinas de arremesso de peso e do lançamento de disco, da categoria B3.
Nos Jogos Paralímpicos de Barcelona, em 1992, conquistou duas medalhas de ouro nas provas masculinas do lançamento de disco – B3 e do arremesso de peso B3, feito que lhe rendeu uma medalha da Ordem da Austrália, e a medalha de bronze na prova masculina do lançamento de dardo da categoria B3.
Nos Jogos de Atlanta, em 1996, obteve duas medalhas de ouro nas provas masculinas do lançamento de disco – F12 e do arremesso de peso – F12. Conquistou duas medalhas de ouro em Sydney 2000, estabelecendo o recorde mundial na prova masculina do lançamento de disco da categoria F12 e o recorde paralímpico na prova masculina do arremesso de peso F12. Nos Jogos Paralímpicos de Atenas, em 2004, Short conquista a medalha de bronze no arremesso de peso masculino F13 e ficou em quinto lugar no lançamento de disco F12. Seis semanas antes de conquistar a medalha de bronze, Short havia caído de um muro de dois metros e quebrou o braço.

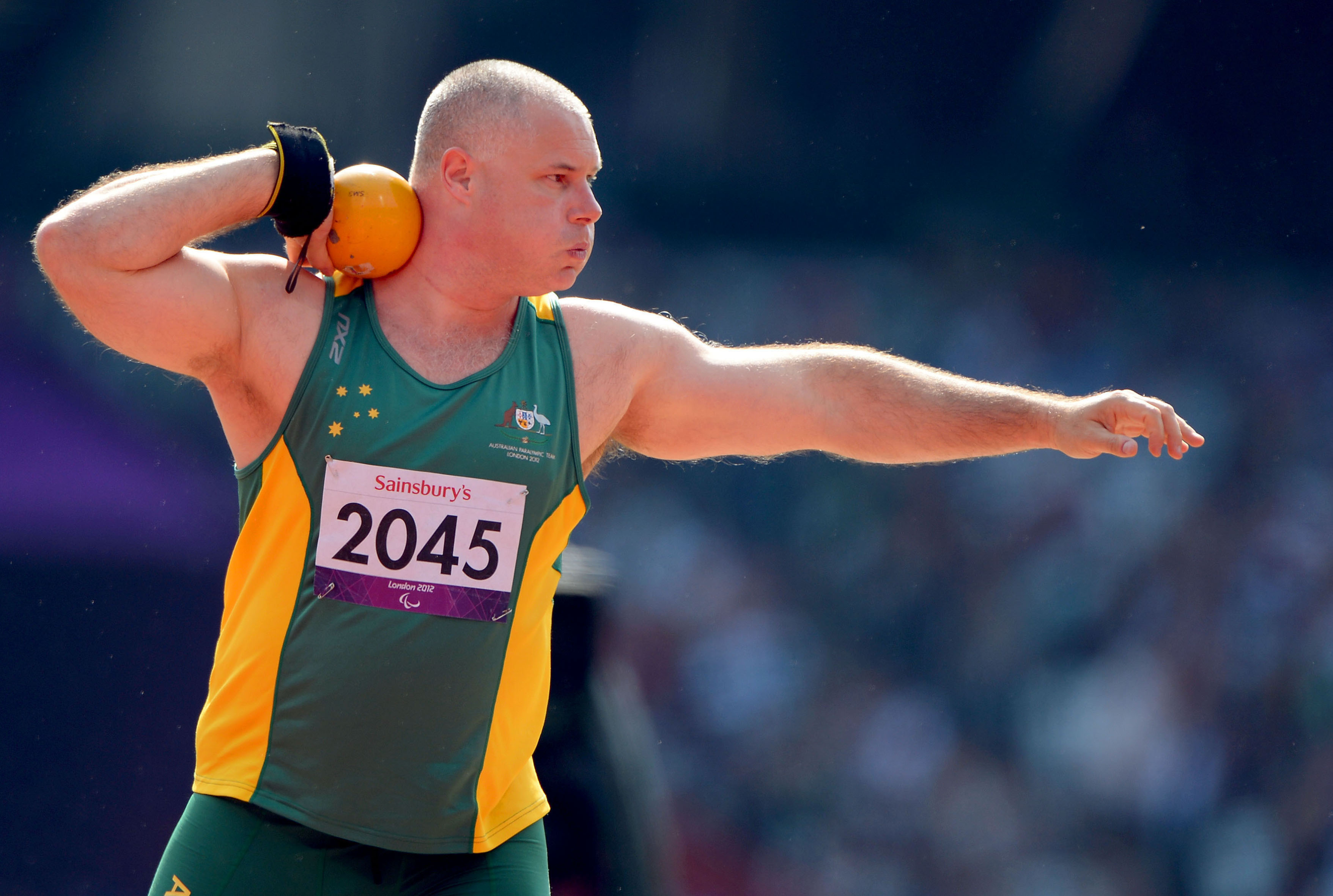
Short nos Jogos Paralímpicos de Londres, em 2012.

Short carregou a bandeira australiana durante a cerimônia de abertura dos Jogos de Pequim, em 2008. Nos Jogos, fica em sexto lugar na prova masculina do arremesso de peso F11/12. Obteve a medalha de prata no lançamento de disco do Campeonato Mundial de Atletismo Paralímpico, realizado em Christchurch, na Nova Zelândia. Em uma entrevista de fevereiro de 2011 pouco depois do Campeonato, ele disse: "As coisas estão começando a cair aos pedaços, especificamente o meu ombro, mas com muitas mudanças na forma como eu treino e muita fisioterapia, estou confiante de que estarei bem".
Nos Jogos de Londres, em 2012, Short triunfa e conquista a medalha bronze na prova masculina do arremesso de peso F11/12. Quatro anos depois, em 2016, nos Jogos do Rio de Janeiro, terminou em sétimo no arremesso de peso da categoria F12.